# Pilar Sánchez Acera
Pilar Sánchez Acera (Madrid, 6 de julio de 1974) es una política española del Partido Socialista Obrero Español, diputada en la viii y x legislaturas de la Asamblea de Madrid y actual secretaria de Organización de su partido en la Comunidad de Madrid.

## Biografía
Nacida en Madrid el 6 de julio de 1974, se licenció en Ciencias Empresariales en la Universidad Autónoma de Madrid.
Activa en las Juventudes Socialistas, ejerció el cargo de concejala del Ayuntamiento de Alcobendas entre 1999 y 2007, incluyendo el desempeño de la tenencia de alcaldía del municipio entre 2003 y 2007. Descrita como próxima a Alfredo Pérez Rubalcaba, e incluida dentro de la candidatura del PSOE encabezada por Rafael Simancas para las elecciones a la Asamblea de Madrid de 2007, resultó escogida diputada de la octava legislatura del parlamento autonómico (2007-2011), en la cual ejerció como portavoz socialista en Servicios Sociales.
Sánchez Acera, que no se llegó a presentar como candidata a les autonómicas de 2011, se presentó como la candidata rival a Tomás Gómez en las elecciones primarias de marzo de 2012 a la secretaría general del PSM-PSOE, en la que fue derrotada (40,78% de los votos contra el 59,22% de Gómez).
Integrada dentro de la candidatura socialista encabezada por Ángel Gabilondo para las elecciones a la Asamblea de Madrid de 2015, resultó elegida y volvió a la Asamblea como diputada de su décima legislatura.
Desde enero de 2023 es directora del Gabinete del director del Gabinete de la Presidencia del Gobierno y, desde febrero de 2025, es la secretaria de Organización del Partido Socialista Obrero Español de la Comunidad de Madrid.

### Corrupción
En noviembre de 2024, dejó de ser consejera de la empresa pública estatal Paradores de Turismo de España, después de que varios periódicos publicasen sus mensajes incitando al líder del PSOE en la Comunidad de Madrid a hacer público un correo electrónico que dirigió el abogado del novio de Isabel Díaz Ayuso, presidenta de la Comunidad de Madrid y líder del PP en la región, al fiscal del caso que le investigaba por fraude fiscal, y que estaba en poder de Acera.
Esos mensajes están siendo investigados por el Tribunal Supremo en el marco de un procedimiento iniciado por un delito de descubrimiento y revelación de secretos contra el fiscal general del Estado y la fiscal provincial de Madrid. Sánchez Acera declaró en marzo de 2025 como testigo y negó haber recibido el mensaje de fuentes de la Fiscalía, ni haber recibido instrucciones de miembros del Gobierno de España para su difusión, limitándose a decir que le llegó por la prensa.